# Cervus simplicidens
Espèce
Synonymes
- Rucervus simplicidens (Lydekker, 1876)

Cervus simplicidens (Cervus (Rucervus) simplicidens, Cervus cervus simplicidens ou Rucervus simplicidens) est une espèce éteinte de la famille des cervidés. Des vestiges fossiles ont été trouvés en Inde, notamment dans la chaine des Siwaliks, et en Europe.

## Description
C'est un animal de petite taille. La forme de la ramure n'est pas connue.

### Denture
Il est identifié uniquement par ses dents. Le bourrelet basilaire lingual des dents jugales supérieures et inférieures est, en général, peu développé. L'entostyle et l'ectostylide sont souvent absents ou à peine ébauchés, et s'ils sont présents ils sont courts. Dans de très nombreux cas le métaconide de la quatrième prémolaire inférieure ne rejoint pas le paraconide. Sur la P4 et la M3, le diamètre vestibulo-lingual est faiblement corrélé au diamètre mésio-distal.
Il a été décrit par Richard Lydekker en 1876 à partir de molaires supérieures, des collections du Musée indien (Calcutta), en même temps que deux autres espèces (Cervus latidens et Cervus triplidens) provenant elles aussi de la chaîne des Siwalik.
Son nom reflète la simplicité de ses dents.
Colbert (1910) donne pour traits caractéristiques la forme carrée des molaires qui portent de petits "piliers accessoires" (une bande verticale surélevée par rapport à la surface de la couronne) ; ces dents sont implantées droites (et non obliques) et leur émail est légèrement rugueux.
Lydekker (1876) donne plus de détails. La forme générale des dents est très proche de celles du Rucervus duvaucelii (espèce non extincte) mais très différente de celles des deux espèces Cervus latidens et Cervus triplidens. Les couronnes sont hautes et plutôt fines, les surfaces intérieures s'écartent en s'inclinant de l'intérieur vers l'extérieur. Les surfaces extérieures des deux côtés de la couronne sont presque parallèles à l'axe antéro-postérieur de la couronne ; l'angle antéro-externe de chaque côté de couronne est le point le plus proéminent de la bordure externe, à hauteur égale. Les sommets internes des côtés de couronne sont étendus dans le sens antéro-postérieur.
Le sillon médian sur le côté intérieur s'étend sur une grande distance entre les côtés de couronne ; à l'entrée de ce sillon se trouve un très petit tubercule accessoire de moins de 6 mm de hauteur, qui ne fait jamais partie de la surface usée de la couronne ; il est placé dans le sillon nettement plus loin que les bases des côtés de couronne.
Sur les surfaces antérieures et postérieures des dents se trouve un pli d'émail semi-vertical, qui ressemble à un début de cingulum ; sur la surface externe la forme des dents ressemble à celle de la dent de Cervus triplidens. L'émail est légèrement rugueux.
Les molaires se distinguent de celles de Cervus triplidens par la petite taille du tubercule accessoire et par la position de celui-ci, placé loin dans le sillon médian ; par la forme générale très carrée de la couronne ; et par l'obliquité moindre des moitiés externes des côtés de la couronne en rapport avec l'axe antéro-postérieur de la dent. 

Elles se distinguent de celles de Rucervus duvaucelii par l'obliquité moindre des surfaces externes des côtés des dents entre elles et, là aussi, en rapport avec l'axe antéro-postérieur de la dent ; également par la présence de plis de l'émail sur les surfaces antérieures et postérieures.

## Variations de taille selon les climats
La taille de cette espèce varie notablement selon les périodes : en accord avec la loi de Bergmann, pendant les périodes interglaciaires elle diminue considérablement ; et elle augmente pendant les périodes glaciaires. Noter que les températures froides sont associées à un environnement steppique et un nombre restreint d'individus, tandis que les températures plus clémentes favorisent le développement d'une couvert forestier et les populations sont plus nombreuses - ce dernier point n'empêchant pas la diminution de la biomasse de l’espèce en général : « la mise en place de la forêt, qu’il s’agisse de la taïga ou de la forêt caducifoliée, entraîne toujours une baisse de la biomasse des ongulés » . Le même constat s'applique au renne, à la hyène des cavernes et à d'autres espèces.

## Extension géographique
Hasnot (districts de Jhelum et de Chakwal, Siwalik de moyenne altitude, région du Pendjab, Pakistan),,,,.
Le musée américain d'histoire naturelle, à New York, détient un fragment d'os palatal avec une seconde et une quatrième molaires déciduales gauches, provenant d'un endroit à environ 1,5 km sud de Mirzapur dans les hauts Siwaliks ; et de molaires isolées recueillies près de Chandigarh, également dans les hauts Siwaliks du nord de l'Inde.
En France il est identifié à Combe-Grenal, (Domme, Dordogne), au Pech-de-l'Azé (Carsac-Aillac, Dordogne), au Régourdou (Montignac-Lascaux, Dordogne), à l'abri Olha (Cambo-les-Bains, Pyrénées Atlantiques), à Artenac (Saint-Mary, Charente), au gisement de Bramefond (Souillac, Lot), à l'abri Morin (Pessac-sur-Dordogne, Gironde)…
Pour Combe-Grenal, le cerf du Würm I (OIS 5) est classé comme Cervus simplicidens par Guadelli (1996) au vu de sa taille particulièrement petite ; mais pour F. Delpech (2000), il s’agirait simplement d’« une petite forme qui ne mérite pas le rang d’espèce » - la petitesse étant due à l’effet de la règle de Bergmann où les tailles diminuent pendant les périodes plus chaudes.

## Chronologie
À Hasnot il est présent du Miocène supérieur (~11,6 Ma à 5,33 Ma) au Pliocène inférieur (~5,33 Ma à 2,58 Ma). Dans les Siwaliks il est également présent au Pléistocène (~2,58 Ma	à 11 700 ans).
En France on le trouve dans des couches datées du Würm ancien inférieur soit environ 115 000 à 71 000 ans (Combe-Grenal (couches 54-50A), Pech-de-l'Azé (couche IIb), le Régourdou, abri Olha) ; et dans le Würm ancien inférieur et supérieur (abri Olha). 

Il est probablement présent dans des formations plus anciennes comme à Combe-Grenal (niveau acheuléen), et peut-être même plus récentes (par exemple à l'abri Morin, mais la rareté de ses vestiges dans ces sites met un frein à sa reconnaissance formelle.